# Eos (mitologia)

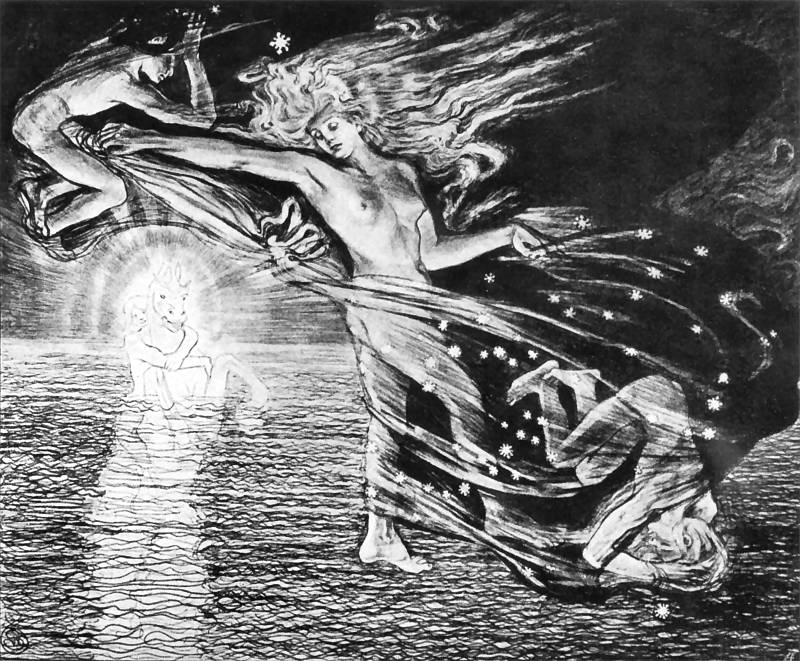
Stanisław Wyspiański: Jutrzenka, Fosforos, Hesperos, Helios, rysunek ołówkiem do Iliady, Muzeum Narodowe w Warszawie

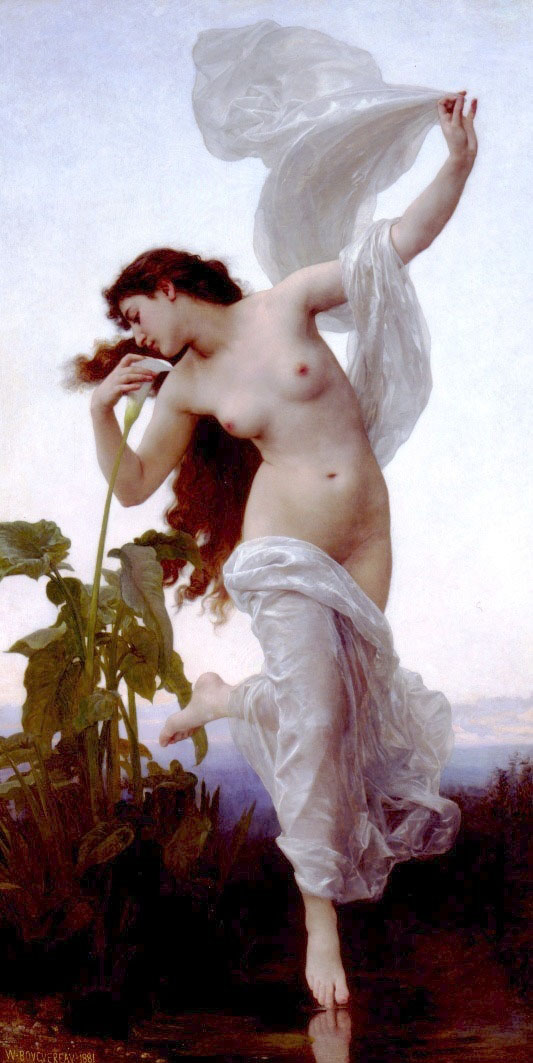
William-Adolphe Bouguereau: Świt, obraz olejny na płótnie, 1881

Eos (także Świt, Jutrzenka; stgr. Ἠώς Ēṓs ‘jutrzenka’, łac. Aurora ‘jutrzenka’, ‘zorza’) – w mitologii greckiej bogini i uosobienie zorzy porannej, brzasku i świtu; jedna z tytanid; utożsamiana z Hemerą i rzymską Aurorą.
Należała do drugiego pokolenia tytanów. Była bóstwem związanym z kultem świtu. Według wierzeń starożytnych Greków każdego świtu przemierzała niebo na lekkim rydwanie, zaprzężonym w parę białych lub różowych koni – Lamposa (Świecącego, Jasnego) i Faetona (Promiennego, Błyszczącego). Swą wędrówkę rozpoczynała (wynurzała się z fal Okeanosa) na Wschodzie (kraina północno-wschodnia Grecji) i kończyła (zanurzała się w falach Okeanosa) na Zachodzie, po drugiej stronie widnokręgu. Otwierała „wrota dnia” (bramę nieba) przed wozem Heliosa. Rozpraszała mroki nocy, zwiastowała światło dnia ludziom i bogom. Jej nadejście zapowiadał Fosforos (Gwiazda Poranna) – „jaśniejący syn Jutrzenki”.

Zanim pojawi się na niebie wóz słońca, znad brzegów Oceanu wyjeżdża na lekkim rydwanie Eos, różanopalca bogini jutrzenki. Piękne oblicze młodej bogini jaśnieje rumieńcem zorzy porannej, a wśród szarych świtów zakwita jej szata barwy szafranu.

Uchodziła za córkę tytana Hyperiona i tytanidy Tei (albo tytana Pallasa) oraz za siostrę Heliosa i Selene, przypuszczalnie także Tytana.
Była bardzo kochliwa. Uprowadziła i uwiodła kilku mężczyzn, m.in.: olbrzyma Oriona, Kefalosa, Klejtosa. Ze swoim pierwszym mężem, tytanem Astrajosem, miała liczne potomstwo, m.in. gwiazdy, Fosforosa (Hesperosa; bóstwo uosabiające planetę Wenus), Boreasza, Zefira, Notosa, Eurosa, przypuszczalnie także Apeliotesa, Kajkiasa, Lipsa, Skirona (bóstwa uosabiające wiatry).
Ze związku z Titonosem (był jej drugim mężem) urodzili się synowie Emation i król Etiopii, Memnon, który zginął pod Troją. Długo opłakiwała swego syna Memnona, zabitego przez Achillesa (łzy jej opadły na ziemię w postaci kropel porannej rosy). Dla Titonosa uprosiła u boga Zeusa dar nieśmiertelności, ale zapomniała uprosić dar wiecznej młodości. Gdy Titonos stał się zupełnie niedołężny, Zeus zamienił go w świerszcza lub cykadę.
W panteonie greckim odgrywała ona drugorzędną rolę, a jej kult należał do rzadkości. W mitach pojawiała się sporadycznie.
W sztuce przedstawiana jest zwykle jako urodziwa kobieta z wielkimi skrzydłami u ramion, w peplosie szafranowego (intensywnie żółty) koloru, powożąca rydwanem lub w locie przed wozem Heliosa, z kwiatami i pochodnią w ręce. Starożytni Grecy nazywali ją „różanopalcą” (stgr. ῥοδοδάκτυλος ‘mająca palce w kolorze przypominającym płatki róż’), „szafrannoszatą” (gr. krokópeplos ‘w peplosie szafranowego koloru’).
Wyobrażenie o bogini przejawia się w sztukach plastycznych, między innymi w greckim malarstwie wazowym (wazy z V wieku p.n.e. ukazujące skrzydlatą Eos goniącą Kefalosa oraz opłakującą Memnona), malarstwie olejnym i rzeźbie, oraz w muzyce i literaturze (Iliada Homera).
Imieniem bogini została nazwana jedna z planetoid – (221) Eos.